# Rue Jacques-Matthieu-Delpech
La rue Jacques-Matthieu-Delpech (en occitan : carrièra Jacques Matthieu Delpech) est une voie de Toulouse, chef-lieu de la région Occitanie, dans le Midi de la France.

## Situation et accès

### Description
La rue Jacques-Matthieu-Delpech est une voie publique. Elle se trouve au cœur du quartier Saint-Georges.
Elle naît perpendiculairement à la rue Renée-Aspe. Rectiligne, longue de 234 mètres et orientée à l'est, elle est dans sa première partie dominée par les immeubles du nouveau quartier Saint-Georges – elle traverse d'ailleurs successivement deux immeubles (actuels no 2 et 2 bis). Elle donne ensuite naissance à gauche à la rue des Pénitents-Blancs, puis reçoit à droite la rue Joseph-de-Malaret. Dans sa dernière partie, la rue Jacques-Matthieu-Delpech a conservé le tracé qu'elle avait au XIXe siècle et elle rencontre la rue du Rempart-Saint-Étienne, avant de se terminer au carrefour du boulevard Lazare-Carnot. Elle est prolongée, au-delà, par la rue de l'Étoile, qui aboutit au canal du Midi, à proximité immédiate du pont Guilheméry.
La chaussée compte une seule voie de circulation automobile à sens unique, de la rue Renée-Aspe vers le boulevard Lazare-Carnot. Elle appartient à une zone de rencontre et la vitesse y est limitée à 20 km/h. Il n'existe pas de piste, ni de bande cyclable, quoiqu'elle soit à double-sens cyclable.

### Voies rencontrées
La rue Jacques-Matthieu-Delpech rencontre les voies suivantes, dans l'ordre des numéros croissants (« g » indique que la rue se situe à gauche, « d » à droite) :
1. Rue Renée-Aspe (g)
2. Rue des Pénitents-Blancs (g)
3. Rue Joseph-de-Malaret (d)
4. Rue du Rempart-Saint-Étienne
5. Boulevard Lazare-Carnot

## Odonymie
Le nom de la rue rend hommage à Jacques-Mathieu Delpech, chirurgien né à Toulouse le 2 octobre 1777, professeur à la faculté de médecine de Montpellier, et mort le 29 octobre 1832 dans cette ville. En effet, son père, l'imprimeur Delpech, possédait, une maison proche, dans la rue Joseph-de-Malaret (ancien no 13, actuel no 7),.
Au Moyen Âge, sur les registres du XVe siècle, la rue était appelée rue de Sayras ou de Sayrans, avec parfois mention d'un puits qui se trouvait au bout de la rue, au croisement du chemin des Escoussières (actuelle rue du Rempart-Saint-Étienne). À partir du milieu du XVIe siècle, elle prend le nom d'un propriétaire et devient la rue de Maigavi (ou de Maigabi). Au XVIIIe siècle, elle devient la rue de la Courège, qui lui viendrait d'après Jules Chalande de Jean Courrège, maître fournier, qui possédait une maison à l'angle du chemin des Escoussières. En 1806, ce nom est traduit en français, en rue de la Courroie (correja, « courroie » en occitan). Le 7 février 1842, par délibération du conseil municipal, elle reçut finalement le nom de rue Jacques-Matthieu-Delpech, dix ans après la mort du chirurgien.

## Histoire

### Époque contemporaine
Les transformations les plus profondes interviennent dans la deuxième moitié du XXe siècle. Dans les années 1950, la municipalité souhaite transformer radicalement et complètement le quartier des Clottes, qui reste l'un des plus insalubres du centre-ville, et organise un plan de renouvellement urbain pour un nouveau quartier Saint-Georges. Dans la rue Jacques-Matthieu-Delpech, toute la partie ouest est emportée par les travaux. Les premières constructions s'élèvent en 1964, avec la construction d'un immeuble pour l'office public d'habitation de Toulouse, par l'Atelier des Architectes Associés (actuel no 1 et 2-2 bis). Entre 1968-1971, c'est l'Atelier 4 qui construit un nouvel immeuble, au croisement de la rue Malaret (actuel no 4-6).

## Patrimoine et lieux d'intérêt

### Nouveau quartier Saint-Georges
- no  2-2bis : immeuble.
L'immeuble est l'un des premiers à avoir été construits lors de l'aménagement du quartier Saint-Georges. Il est élevé en 1964 pour l'office public d'habitation de Toulouse par l'Atelier des Architectes Associés (3A), composé de Fabien Castaing, Pierre Viatgé, Pierre Debeaux, Michel Bescos et Alexandre Labat. L'ossature du bâtiment est en béton armé rempli de brique creuse. Le bandeau d'attique qui couronne les élévations se signale par ses motifs alvéolés en terre cuite[6].

- no  6 : immeuble.
L'immeuble est construit lors de la deuxième phase de l'aménagement du quartier Saint-Georges, entre 1968 et 1971, par l'Atelier 4, comprenant les architectes Pierre et Robert Fort, Joseph-Henri Colzani et Francis Castaings. Il est construit en béton et en maçonnerie de brique creuse recouverte de brique de parement. Il se développe sur six niveaux : un sous-sol, un rez-de-chaussée, un entresol et trois étages. Aux étages, les deux travées sont dissymétriques : la première, la plus large, est une grande baie vitrée pourvue d'une jardinière en béton[7].

### Autres immeubles
- no  5 : immeuble Béziat-Fourcade (XIXe siècle, Joseph Raynaud et Frédéric Delor)[8].
- no  10 : immeuble (1857)[9].